# Montpellier Open
Montpellier Open, oficiálně Open Occitanie, je profesionální tenisový turnaj mužů hraný v jihofrancouzském Montpellier, součásti okcitánského regionu. Na okruhu ATP Tour se v sezóně 2009 stal součástí kategorie ATP Tour 250. Probíhá v Sud de France Arena na dvorcích s povrchem GreenSet. Centkurt má kapacitu 7 500 diváků.

## Historie
Francouzský turnaj byl založen v roce 1987 na okruhu Grand Prix. Se vznikem okruhu ATP Tour roku 1990 se stal jeho součástí v úrovni ATP World Series. Do sezóny 2009 probíhal v Gerlandském paláci sportů v Lyonu. Roku 2010 se přestěhoval do Montpellier, kde se dějištěm stala Sud de France Arena. V sezóně 2011 se událost nekonala. K roku 2025, kdy se uskutečnilo přejmenování z Open Sud de France na Open Occitanie odrážející region Okcitánie, představoval jeden ze tří francouzských turnajů v úrovni ATP 250, spolu s marseillským Open 13 Provence a metským Moselle Open. 
Do soutěže dvouhry nastupuje dvacet osm hráčů a čtyřhry se účastní šestnáct párů. Nejvyšší počet čtyř singlových titulů od založení turnaje v  roce 1987 vyhrál Francouz Richard Gasquet. Kazachstánec Alexandr Bublik se druhou trofejí v ročníku 2024 stal prvním hráčem v historii ATP, který ovládl dvouhru přes ztrátu úvodní sady ve všech kolech turnaje.

## Vývoj názvu turnaje
- Grand Prix de Tennis de Lyon (1987–2009)
- Open Sud de France (2010–2024)
- Open Occitanie (od 2025)

## Místo konání
- Lyon (1987–2009)
- Montpellier (od 2010)

## Přehled finále

### Dvouhra
| Rok   | vítěz                 | finalista             | výsledek                |
| ----- | --------------------- | --------------------- | ----------------------- |
| 1987  | Yannick Noah          | Joakim Nyström        | 6–4, 7–5                |
| 1988  | Yahiya Doumbia        | Todd Nelson           | 6–4, 3–6, 6–3           |
| 1989  | John McEnroe          | Jakob Hlasek          | 6–3, 7–6                |
| 1990  | Marc Rosset           | Mats Wilander         | 6–3, 6–2                |
| 1991  | Pete Sampras          | Olivier Delaître      | 6–1, 6–1                |
| 1992  | Pete Sampras (2)      | Cédric Pioline        | 6–4, 6–2                |
| 1993  | Pete Sampras (3)      | Cédric Pioline        | 7–6(7–5), 1–6, 7–5      |
| 1994  | Marc Rosset (2)       | Jim Courier           | 6–4, 7–6(7–2)           |
| 1995  | Wayne Ferreira        | Pete Sampras          | 7–6(7–2), 5–7, 6–3      |
| 1996  | Jevgenij Kafelnikov   | Arnaud Boetsch        | 7–5, 6–3                |
| 1997  | Fabrice Santoro       | Tommy Haas            | 6–4, 6–4                |
| 1998  | Àlex Corretja         | Tommy Haas            | 2–6, 7–6(8–6), 6–1      |
| 1999  | Nicolás Lapentti      | Lleyton Hewitt        | 6–3, 6–2                |
| 2000  | Arnaud Clément        | Patrick Rafter        | 7–6(7–2), 7–6(7–5)      |
| 2001  | Ivan Ljubičić         | Júnis Al Ajnáví       | 6–3, 6–2                |
| 2002  | Paul-Henri Mathieu    | Gustavo Kuerten       | 4–6, 6–3, 6–1           |
| 2003  | Rainer Schüttler      | Arnaud Clément        | 7–5, 6–3                |
| 2004  | Robin Söderling       | Xavier Malisse        | 6–2, 3–6, 6–4           |
| 2005] | Andy Roddick          | Gaël Monfils          | 6–3, 6–2                |
| 2006  | Richard Gasquet       | Marc Gicquel          | 6–3, 6–1                |
| 2007  | Sébastien Grosjean    | Marc Gicquel          | 7–6(7–5), 6–4           |
| 2008  | Robin Söderling (2)   | Julien Benneteau      | 6–3, 6–7(5–7), 6–1      |
| 2009  | Ivan Ljubičić (2)     | Michaël Llodra        | 7–5, 6–3                |
| 2010  | Gaël Monfils          | Ivan Ljubičić         | 6–2, 5–7, 6–1           |
| 2011  | nekonal se            | nekonal se            | nekonal se              |
| 2012  | Tomáš Berdych         | Gaël Monfils          | 6–2, 4–6, 6–3           |
| 2013  | Richard Gasquet (2)   | Benoît Paire          | 6–2, 6–3                |
| 2014  | Gaël Monfils (2)      | Richard Gasquet       | 6–4, 6–4                |
| 2015  | Richard Gasquet (3)   | Jerzy Janowicz        | 3–0skreč                |
| 2016  | Richard Gasquet (4)   | Paul-Henri Mathieu    | 7–5, 6–4                |
| 2017  | Alexander Zverev      | Richard Gasquet       | 7–6(7–4), 6–3           |
| 2018  | Lucas Pouille         | Richard Gasquet       | 7–6(7–4), 6–4           |
| 2019  | Jo-Wilfried Tsonga    | Pierre-Hugues Herbert | 6–4, 6–2                |
| 2020  | Gaël Monfils (3)      | Vasek Pospisil        | 7–5, 6–3                |
| 2021  | David Goffin          | Roberto Bautista Agut | 5–7, 6–4, 6–2           |
| 2022  | Alexandr Bublik       | Alexander Zverev      | 6–4, 6–3                |
| 2023  | Jannik Sinner         | Maxime Cressy         | 7–6(7–3), 6–3           |
| 2024  | Alexandr Bublik (2)   | Borna Ćorić           | 5–7, 6–2, 6–3           |
| 2025  | Félix Auger-Aliassime | Aleksandar Kovacevic  | 6–2, 6–7(7–9), 7–6(7–2) |

### Čtyřhra
| Rok  | vítězové                                  | finalisté                            | výsledek                |
| ---- | ----------------------------------------- | ------------------------------------ | ----------------------- |
| 1987 | Guy Forget Yannick Noah                   | Kelly Jones David Pate               | 4–6, 6–3, 6–4           |
| 1988 | Brad Drewett Broderick Dyke               | Michael Mortensen Blaine Willenborg  | 3–6, 6–3, 6–4           |
| 1989 | Eric Jelen Michael Mortensen              | Jakob Hlasek John McEnroe            | 6–2, 3–6, 6–3           |
| 1990 | Patrick Galbraith Kelly Jones             | Jim Grabb David Pate                 | 7–6, 6–4                |
| 1991 | Tom Nijssen Cyril Suk                     | Steve DeVries David Macpherson       | 7–6, 6–3                |
| 1992 | Jakob Hlasek Marc Rosset                  | Neil Broad Stefan Kruger             | 6–1, 6–3                |
| 1993 | Gary Muller Danie Visser                  | John-Laffnie de Jager Stefan Kruger  | 6–3, 7–6                |
| 1994 | Jakob Hlasek (2) Jevgenij Kafelnikov      | Martin Damm Patrick Rafter           | 6–7, 7–6, 7–6           |
| 1995 | Jakob Hlasek (3) Jevgenij Kafelnikov (2)  | John-Laffnie de Jager Wayne Ferreira | 6–3, 6–3                |
| 1996 | Jim Grabb Richey Reneberg                 | Neil Broad Piet Norval               | 6–2, 6–1                |
| 1997 | Ellis Ferreira Patrick Galbraith          | Olivier Delaître Fabrice Santoro     | 3–6, 6–2, 6–4           |
| 1998 | Olivier Delaître Fabrice Santoro          | Tomás Carbonell Francisco Roig       | 6–2, 6–2                |
| 1999 | Piet Norval Kevin Ullyett                 | Wayne Ferreira Sandon Stolle         | 4–6, 7–6(7–5), 7–6(7–4) |
| 2000 | Paul Haarhuis Sandon Stolle               | Ivan Ljubičić Jack Waite             | 6–1, 6–7(2–7), 7–6(9–7) |
| 2001 | Daniel Nestor Nenad Zimonjić              | Arnaud Clément Sébastien Grosjean    | 6–1, 6–2                |
| 2002 | Wayne Black Kevin Ullyett (2)             | Mark Knowles Daniel Nestor           | 6–4, 3–6, 7–6(7–3)      |
| 2003 | Jonatan Erlich Andy Ram                   | Julien Benneteau Nicolas Mahut       | 6–1, 6–3                |
| 2004 | Jonatan Erlich (2) Andy Ram (2)           | Jonas Björkman Radek Štěpánek        | 7–6(7–2), 6–2           |
| 2005 | Michaël Llodra Fabrice Santoro (2)        | Jeff Coetzee Rogier Wassen           | 6–3, 6–1                |
| 2006 | Julien Benneteau Arnaud Clément           | František Čermák Jaroslav Levinský   | 6–2, 6–7(3–7), [10–7]   |
| 2007 | Sébastien Grosjean Jo-Wilfried Tsonga     | Łukasz Kubot Lovro Zovko             | 6–4, 6–3                |
| 2008 | Michaël Llodra (2) Andy Ram (3)           | Stephen Huss Ross Hutchins           | 6–3, 5–7, [10–8]        |
| 2009 | Julien Benneteau (2) Nicolas Mahut        | Arnaud Clément Sébastien Grosjean    | 6–4, 7–6(8–6)           |
| 2010 | Stephen Huss Ross Hutchins                | Marc López Eduardo Schwank           | 6–2, 4–6, [10–7]        |
| 2011 | nekonal se                                | nekonal se                           | nekonal se              |
| 2012 | Nicolas Mahut (2) Édouard Roger-Vasselin  | Paul Hanley Jamie Murray             | 6–4, 7–6(7–4)           |
| 2013 | Marc Gicquel Michaël Llodra (3)           | Johan Brunström Raven Klaasen        | 6–3, 3–6, [11-9]        |
| 2014 | Nikolaj Davyděnko Denis Istomin           | Marc Gicquel Nicolas Mahut           | 6–4, 1–6, [10–7]        |
| 2015 | Marcus Daniell Artem Sitak                | Dominic Inglot Florin Mergea         | 3–6, 6–4, [16–14]       |
| 2016 | Mate Pavić Michael Venus                  | Alexander Zverev Mischa Zverev       | 7–5, 7–6(7–4)           |
| 2017 | Alexander Zverev Mischa Zverev            | Fabrice Martin Daniel Nestor         | 6–4, 6–7(7–3), [10–7]   |
| 2018 | Ken Skupski Neal Skupski                  | Ben McLachlan Hugo Nys               | 7–6(7–2), 6–4           |
| 2019 | Ivan Dodig Édouard Roger-Vasselin (2)     | Benjamin Bonzi Antoine Hoang         | 6–4, 6–3                |
| 2020 | Nikola Ćaćić Mate Pavić (2)               | Dominic Inglot Ajsám Kúreší          | 6–4, 6–7(4–7), [10–4]   |
| 2021 | Henri Kontinen Édouard Roger-Vasselin (3) | Jonatan Erlich Andrej Vasilevskij    | 6–2, 7–5                |
| 2022 | Pierre-Hugues Herbert Nicolas Mahut (3)   | Lloyd Glasspool Harri Heliövaara     | 4–6, 7–6(7–3), [12–10]  |
| 2023 | Robin Haase Matwé Middelkoop              | Maxime Cressy Albano Olivetti        | 7–6(7–4), 4–6, [10–6]   |
| 2024 | Sadio Doumbia Fabien Reboul               | Albano Olivetti Sam Weissborn        | 6–7(5–7), 6–4, [10–6]   |
| 2025 | Robin Haase (2) Botic van de Zandschulp   | Tallon Griekspoor Bart Stevens       | 6–7(7–9), 6–3, [10–5]   |

## Rekordy
| Dvouhra                  | Dvouhra  | Dvouhra                                                                   |
| Rekord                   | Rekord   | držitelé rekordu                                                          |
| ------------------------ | -------- | ------------------------------------------------------------------------- |
| Nejvíce titulů           | 4        | Richard Gasquet                                                           |
| Nejvíce finále           | 7        | Richard Gasquet                                                           |
| Nejvíce titulů v řadě    | 3        | Pete Sampras                                                              |
| Nejvíce vyhraných zápasů | 28       | Richard Gasquet                                                           |
| Nejmladší vítěz          | 19 let   | Alexander Zverev (2017)                                                   |
| Nejstarší vítěz          | 33 let   | Jo-Wilfried Tsonga (2019)                                                 |
| Nejvýše postavený vítěz  | 7. ATP   | Tomáš Berdych (2012)                                                      |
| Nejníže postavený vítěz  | 210. ATP | Jo-Wilfried Tsonga (2019)                                                 |
| Čtyřhra                  |          |                                                                           |
| Nejvíce titulů           | 3        | Jakob Hlasek Andy Ram Michaël Llodra Édouard Roger-Vasselin Nicolas Mahut |